# René Hannemann
René Hannemann (n. 9 octombrie 1968, Bad Belzig, Brandenburg, Germania) este un bober ce a reprezentat Germania, medaliat olimpic. A participat la 2 ediții ale Jocurilor Olimpice (1992, 1994) în care a câștigat o medalie de argint și o medalie de bronz.